# Galla Placidia la Jeune
Ne doit pas être confondu avec Galla Placidia.
Æelia Galla Placidia (Placidia), dite « la Jeune », née avant 441 probablement à Byzance (Constantinople), et morte après 480, fille de l'empereur Valentinien III et de Licinia Eudoxia (fille de l'empereur Théodose II), épousa Flavius Anicius Olybrius, devenu l'empereur Olybrius en 472 ; tous les deux sont les ancêtres de Fabia Eudocia, première épouse de l'empereur byzantin Heraclius Ier.

## Biographie
Elle a pour sœur Eudocia, promise à Hunéric, fils de Genséric, roi des Vandales.

### Un outil politique
Dans son enfance, elle est fiancée tout d'abord à Olybrius, descendant de la grande famille des Anicii puis à Gaudentius fils du généralissime romain Aetius, en raison des conflits d'influence à la cour.
En mars 455, Valentinien III, son père, est assassiné. Sa mère, Licinia Eudoxia est forcée d'épouser son successeur Pétrone Maxime, le plus influent et le plus riche sénateur de Rome. Sa sœur Eudocia est mariée au fils de Pétrone Maxime, Palladius. Les deux mariages ont lieu le même jour de mars 455 pour lier le nouvel empereur avec l'ancienne dynastie.

### La sac de Rome (455)
Pour se venger à son tour, Eudoxie appelle en Italie Genséric, roi des Vandales, qui saccage Rome en 455. Le roi vandale retourne à Carthage avec un énorme butin et de nombreux otages dont Eudoxie et ses filles, Eudocia et Placidia la Jeune. Galla Placidia la Jeune n'oublie pas son premier fiancé, et Genséric entre en contact avec Olybrius qui s'est enfui à Constantinople lors du sac de Rome. Il devient l'intermédiaire des revendications de Genséric auprès des empereurs romains. Celui-ci lui promet la liberté et la main de Galla Placidia.

### Otage à Carthage (455-462)
Genséric utilise sa belle-fille Eudocia pour tourmenter les empereurs romains d'Orient et trouver des prétextes de guerre. Il accuse Léon Ier d'avoir confisqué les biens de Licinia Eudoxia revenant de droit à Eudocia et donc à Hunéric, son époux.
Galla Placidia et Licinia Eudoxia ne recouvrent la liberté que sept ans après, en 462, grâce à l'entremise des empereurs romains d'Orient et au travail d'Olybrius pour satisfaire Genséric. Quant à sa sœur Eudocia, elle reste à Carthage où elle épouse Hunéric, fils et héritier du roi des Vandales. Æelia Galla Placidia la Jeune, elle, épouse enfin Flavius Anicius Olybrius avec lequel elle a une fille Anicia Juliana.
Olybrius et Galla Placidia la Jeune s'installèrent à Constantinople, dans un palais situé le long de la branche nord de la Mésè, Ta Olybriou, au sud-est du quartier des Constantianae.

### Impératrice
Olybrius débarque en Italie et est proclamé empereur d'occident devant Rome assiégée en avril 472 mais décède de mort naturelle en octobre de la même année.